# アレリー・ムシーニョ
アレリー・ムシーニョ（スペイン語: Arely Muciño、1989年5月20日 - ）は、メキシコのプロボクサー。本名はアレリー・アビゲイル・ムシーニョ・レイジェス（スペイン語: Arely Abigaíl Muciño Reyes）。モンテレイ出身。元IBF・WBC・WBO女子世界フライ級王者。元WBA女子世界フライ級暫定王者。HGボクシングと契約している。ヌエボ・レオン州立自治大学在学。
夫は元WBO世界ライトフライ級王者アンヘル・アコスタ。

## 来歴
2008年2月7日、ネサワルコヨトルでアルマ・フローレス・ブエノとデビュー戦を行い、4回判定で引き分けた。
2008年6月19日、メキシコシティでアルマ・フローレス・ブエノと対戦し、プロ初勝利となる2-1の判定勝ちを収めた。
2009年6月30日、モンテレイでガブリエラ・ゴンザレスとメキシコ女子フライ級王座決定戦を行い、3-0の判定勝ちを収め王座獲得に成功した。
2010年7月17日、シュヴェリーンでWIBF・WBA・WBO世界フライ級王者スージー・ケンティキアンに挑戦したが、偶然のバッティングによる負傷が酷く試合続行が不可能となり、3回27秒1-0（19-19、19-19、20-18）の負傷判定で引き分けた為WIBF王座、WBA王座、WBO王座の獲得に失敗した。試合は引分から無効試合に変更となった。
2011年1月22日、ネサワルコヨトルでシャンテル・コルドバとIBF女子世界フライ級王座決定戦を行い、4回10秒、コルドバの棄権により王座獲得に成功した。
2011年3月19日、タンピコでカロリーナ・アルバレスと対戦し、3-0の判定勝ちを収め初防衛に成功した。
2011年7月2日、モンテレイでソレダド・マセドと対戦し、4回33秒TKO勝ちを収め2度目の防衛に成功した。
2011年8月20日、マンサニージョで元WBC女子世界バンタム級王者スザンナ・バスケスと対戦し、3-0の判定勝ちを収め3度目の防衛に成功した。
2011年10月29日、コリマでアバ・ナイトと対戦し、2回45秒KO負けを喫し4度目の防衛に失敗し王座から陥落した。
2012年2月25日、グアダラハラでメリッサ・マックモローとWBA女子世界フライ級暫定王座決定戦を行い、10回2-1の判定勝ちを収め王座を獲得した。
2012年5月12日、メキシコシティでWBC女子世界フライ級王者マリアナ・フアレスに挑戦したが、10回1-2の判定負けを喫し王座獲得に失敗した。
2012年7月7日、ラパスでアナ・フェルナンデスと対戦し、2回1分10秒TKO勝ちを収め初防衛に成功した。
2013年11月9日、コアカルコ・デ・ベリオサバルでWBC女子世界フライ級シルバー王者ジェシカ・チャベスに挑戦したが、10回1-1の判定で三者三様の引き分けに終わり王座獲得に失敗した。
2014年1月25日、モンテレイで天海ツナミとノンタイトル10回戦を行い、2-0の判定勝ちを収めた。
2014年12月6日、WBC女子世界フライ級王者真道ゴーに挑戦し、10回3-0の判定勝ちを収め王座獲得に成功した。
2015年9月19日、エカテペックでジェシカ・チャベスと対戦し、10回0-3（90-100、93-97、91-99）の判定負けを喫し初防衛に失敗、王座から陥落した。
2016年10月22日、Judith Rodriguezに判定勝ちを収め再起成功。
2018年2月17日、モンセラット・アラルコンが持つWBO女子世界フライ級王座に挑み、2-0判定で勝利し王座獲得。
2018年9月22日、マリア・サリナス相手に初防衛戦を行い、3-0判定で勝利し初防衛成功。
2019年4月13日、Yairineth Altuve相手に2度目の防衛戦を行い、3-0判定で勝利し2度目の防衛成功。
しかし、休暇中に事故に遭い、6か月活動停止となったため、7月に王座を剥奪された。
2021年3月25日、Lucia Hernandez Nunez相手に復帰戦を行い、3-0判定で勝利。
2021年11月13日、アメリカでJacky Calvoと対戦し、2-1判定で勝利。
2022年10月29日、レオネラ・ジュディカが持つIBF女子世界フライ級王座に挑戦し、2-1判定で王座返り咲きを果たす。
2023年10月21日、元WBC世界スーパーウェルター級暫定王者セバスチャン・フンドラの妹である指名挑戦者ガブリエラ・フンドラ相手にIBF王座初防衛戦に臨むが、5回に2度ダウンを奪われ12年ぶり2度目のKO負けで王座陥落。

## 戦績
- 39戦 32勝 10KO 4敗 2分 1無効試合

## 獲得タイトル
- メキシコ女子フライ級王座
- IBF女子世界フライ級王座（2011、2022-2023の2度）
- WBA女子世界フライ級暫定王座
- WBC女子世界フライ級王座
- WBO女子世界フライ級王座